# Risikozwischenbeitrag
Risikozwischenbeitrag (Teilstundung) ist ein Begriff aus dem Bereich der Lebensversicherung. Bei einer klassischen gemischten Lebensversicherung (Todes- und Erlebensfall) besteht die Möglichkeit, zunächst für 12 Monate, einen um den Sparanteil (in der Regel 60 bis 70 Prozent des Bruttobeitrages) reduzierten Beitrag zu zahlen.
Eine Verlängerung um weitere 12 Monate ist grundsätzlich möglich. In dieser Zeit wird der Sparvorgang ausgesetzt, während biometrische Risiken wie Berufsunfähigkeitsrente oder die Hinterbliebenenversorgung aufgrund des/der weiterhin zu zahlen Risikobeitrages/Risikobeiträge (Risikozwischenbeitrag) erhalten bleibt. Die nicht entrichteten Sparbeiträge werden später auf die restliche Beitragszahlungsdauer umgelegt und erhöhen dadurch die Folgebeiträge entsprechend oder es wird die Versicherungssumme abgesenkt.